# ادی هاپکینسون
ادی هاپکینسون (به انگلیسی: Eddie Hopkinson) بازیکن فوتبال زادهٔ ۲۹ اکتبر ۱۹۳۵ اهل انگلستان بود که سابقهٔ بازی در تیم ملی فوتبال انگلستان را در کارنامهٔ خود دارد. او در تاریخ ۱۹ اکتبر ۱۹۵۷ نخستین بازی ملی خود را در مقابل تیم ملی فوتبال ولز انجام داد و با حضور در ۱۴ بازی ملی، در تاریخ ۲۸ اکتبر ۱۹۵۹ واپسین بازی ملی‌اش را در برابر تیم ملی فوتبال سوئد برگزار کرد.